# Bisdom Bethlehem

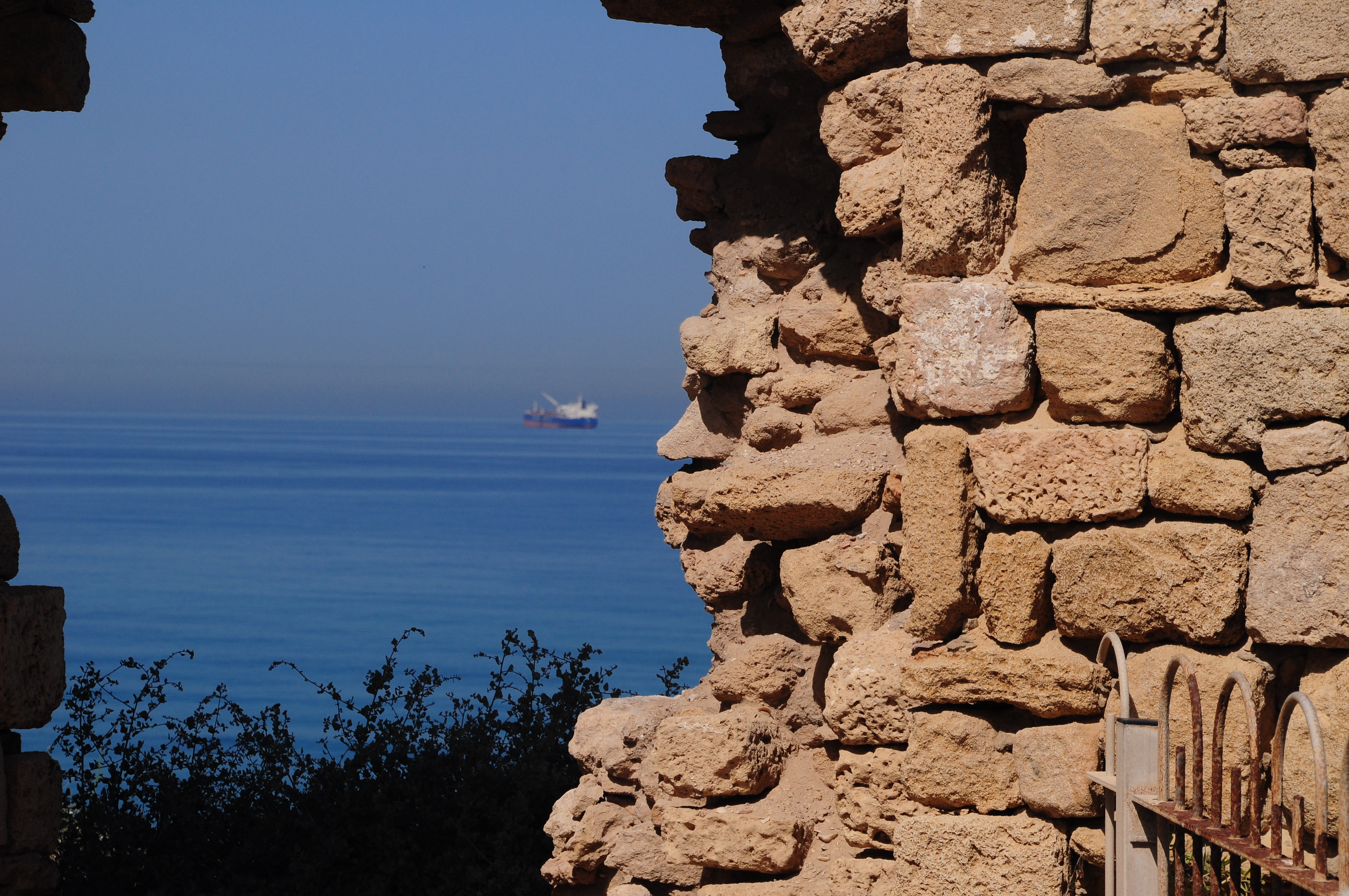
Ascalon, destijds een bisschopszetel voor kruisvaarders

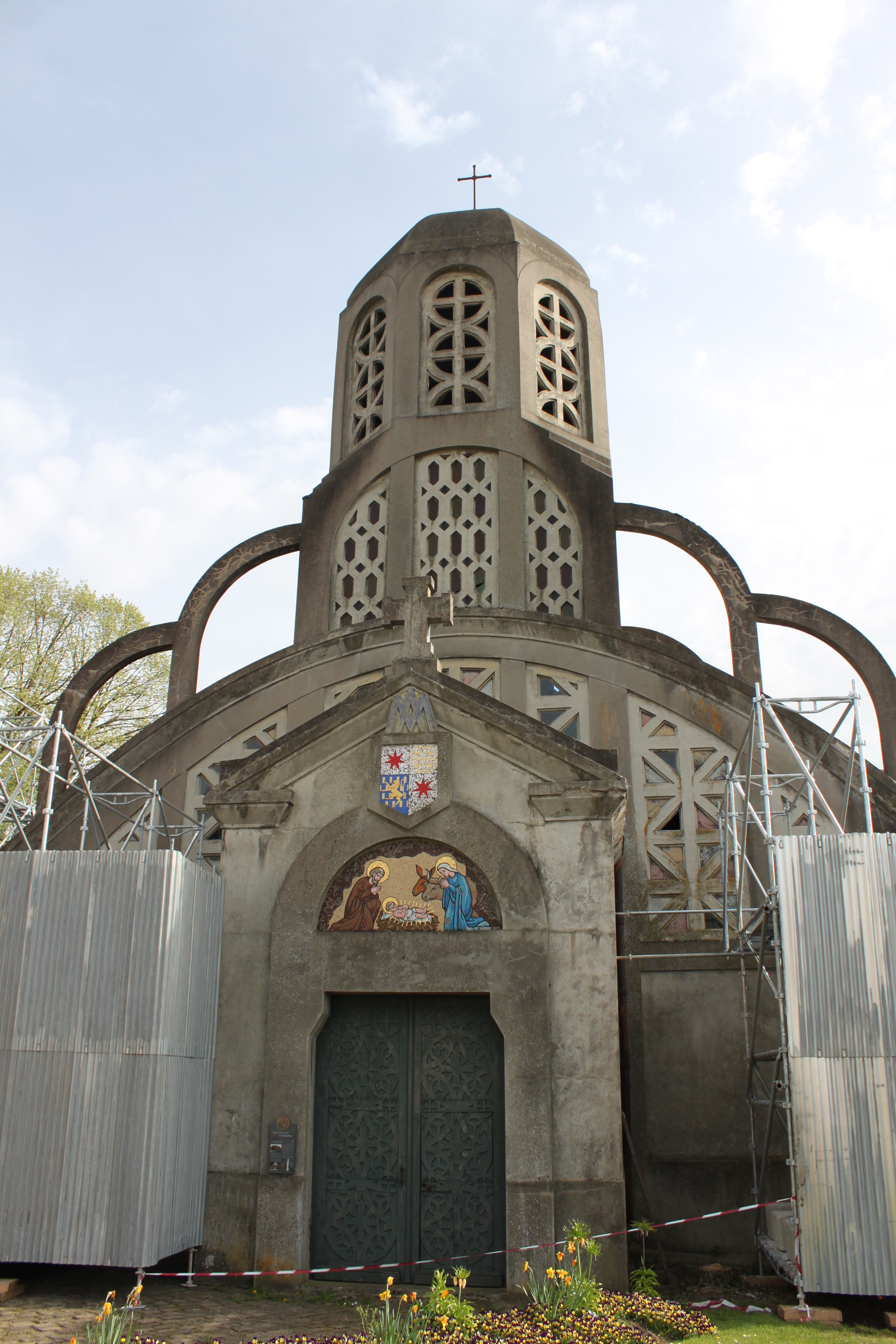
Bethlehemkerk in Clamecy, Frankrijk

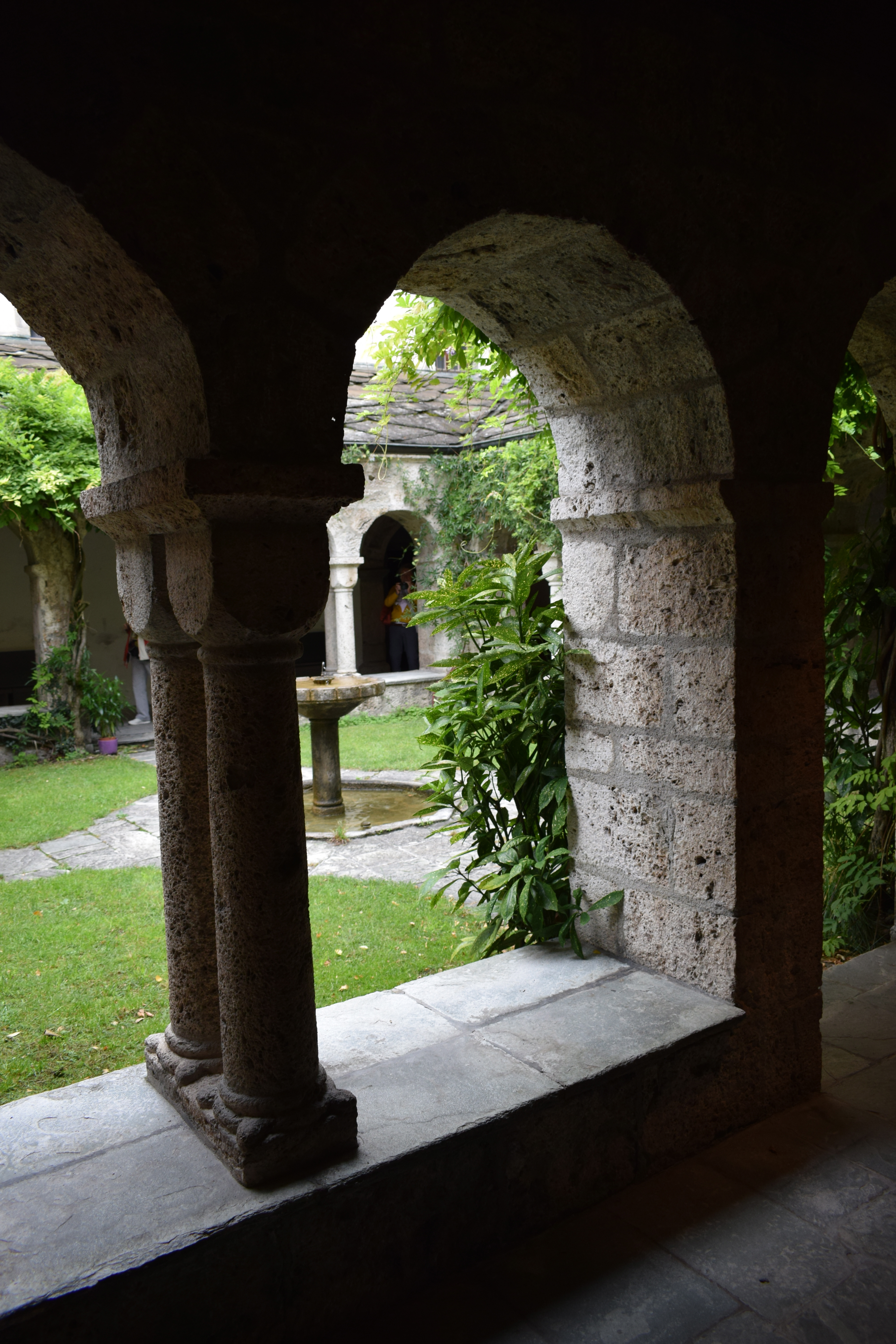
Abdij van Sint-Mauritius of Saint-Maurice, Zwitserland

Het bisdom Bethlehem (Latijn: Dioecesis Bethleemitana) was een rooms-katholiek bisdom achtereenvolgens in Ascalon in het Heilig Land (1109 -1223), in Clamecy in het Franse graafschap Nevers (1223-1801) en ten slotte een titulair bisdom in de abdij van Sint-Mauritius in Zwitserland (1840- ).

## Historiek

### Ascalon
In 1109 richtte paus Paschalis II het bisdom Bethlehem op voor de kruisvaarders in het Heilig Land. De bisschopszetel bevond zich Ascalon doch droeg de naam van Bethlehem. Ascalon was een kuststad in het koninkrijk Jeruzalem. Negen bisschoppen uit West-Europa volgden elkaar op. Het bisdom Bethlehem had schenkers vanuit de oorsprongslanden van de kruisvaarders. Een van de geldschieters was het godshuis Panthénor in Clamecy. De naam Panthénor was de naam van het landgoed waar het godshuis stond. Dit godshuis gelegen aan de rivier de Yonne bevond zich in Bourgondië, meer bepaald in het graafschap Nevers. Het was immers graaf Willem II van Nevers die dit godshuis gesticht had in de jaren 1110. Willem IV, een nazaat en kruisvaarder, stierf aan de pest in het Heilig Land. Bij testament liet Willem IV het godshuis na aan het bisdom Bethlehem in het Heilig Land. Het godshuis in Clamecy was toen al een twistappel tussen de bisschop van Auxerre en de bisschop van Autun, de meest nabije bisdommen.
Saladin verjoeg de kruisvaarders uit de kruisvaardersstaten na zijn overwinning in de Slag bij Hattin (1187). Het bisdom Bethlehem mocht van Saladin verder bestaan, na diplomatieke onderhandelingen met Saladin. In 1223 verdween het koninkrijk Jeruzalem, en hiermee ook het bisdom Bethlehem. Régnier, 9e bisschop van Bethlehem ging op de vlucht.

### Clamecy
Régnier vestigde zich in Clamecy. Clamecy werd voortaan genoemd Bethlehem-in-Clamecy. Meteen ontstond een dispuut tussen de bisschop van Bethlehem-in-Clamecy en de bisschop van Auxerre (1223). Deze laatste had zich immers bij paus Innocentius III verzekerd van de jurisdictie over het godshuis van Clamecy. De bisschop van Bethlehem had geen parochies noch parochianen; het bezat enkel de geestelijkheid die in de kapel van het godshuis bad. Het bisdom Bethlehem-in-Clamecy was niet meer dan een enclave in Bourgondië. De bisschop van Auxerre verweet dit aan zijn collega in Clamecy. Verschillende pausen vaardigden een bul uit om de situatie met de bisschop van Auxerre recht te trekken. Doch de enclave bleef bestaan.
Koning Frans I van Frankrijk en paus Leo X sloten een akkoord (1516) waarbij de enclave bleef bestaan. De graaf van Nevers mocht van de paus wel kandidaten voordragen. Het waren steeds Bourgondiërs die als een eretitel zich bisschop van Bethlehem in Nevers mochten noemen. Enkele bisschoppen van Bethlehem-in-Clamecy waren hulpbisschop van Auxerre (16e eeuw). Doch doorgaans had de bisschop van Auxerre niets te zeggen over het mini-bisdom met haar kapel. De kapel werd meerdere keren vergroot.
In de 18e eeuw huisvestte bisschop Louis le Bel, bisschop van Bethlehem, in het godshuis Charles de Caylus. De Caylus was bisschop van Auxerre en had, wegens moeilijkheden in zijn bisdom, toevlucht gezocht in Clamecy.
In de refter van het godshuis werd tot in 1801 een plechtige tafelceremonie voor de bisschop georganiseerd. Met het Concordaat van 1801 schafte paus Pius VII het bisdom Bethlehem-in-Clamecy af. De afschaffing zou eeuwig duren. De geestelijken in Clamecy gingen over naar het bisdom Nevers. In de 19e eeuw vroegen bisschoppen van Nevers in Rome de eretitel van bisschop van Bethlehem, doch ze kregen deze niet. Gefrustreerd richtte bisschop Dufetre, bisschop van Nevers, in 1849 het aartsdiakonaat Bethlehem op. Dit aartsdiaconaat, met slechts één parochie, deze van Clamecy, hield de traditie van Bethlehem in stand. Bisschop Forcarde van Nevers besliste dat Kerstmis het parochiefeest van Clamecy moest worden (1870). De middernachtmis van Kerstmis werd ingesteld als de mis ter ere van de parochie.

### Saint-Maurice
Paus Gregorius XVI besliste het bisdom Bethlehem opnieuw op te richten (1840). Hij koos voor een titulair bisdom, zonder enige band meer met Clamecy. De eretitel kwam automatisch toe aan de abt van de abdij Sint-Mauritius in Zwitserland. Sinds 1970 kwam de eretitel in ongebruik.

## Fotogalerij

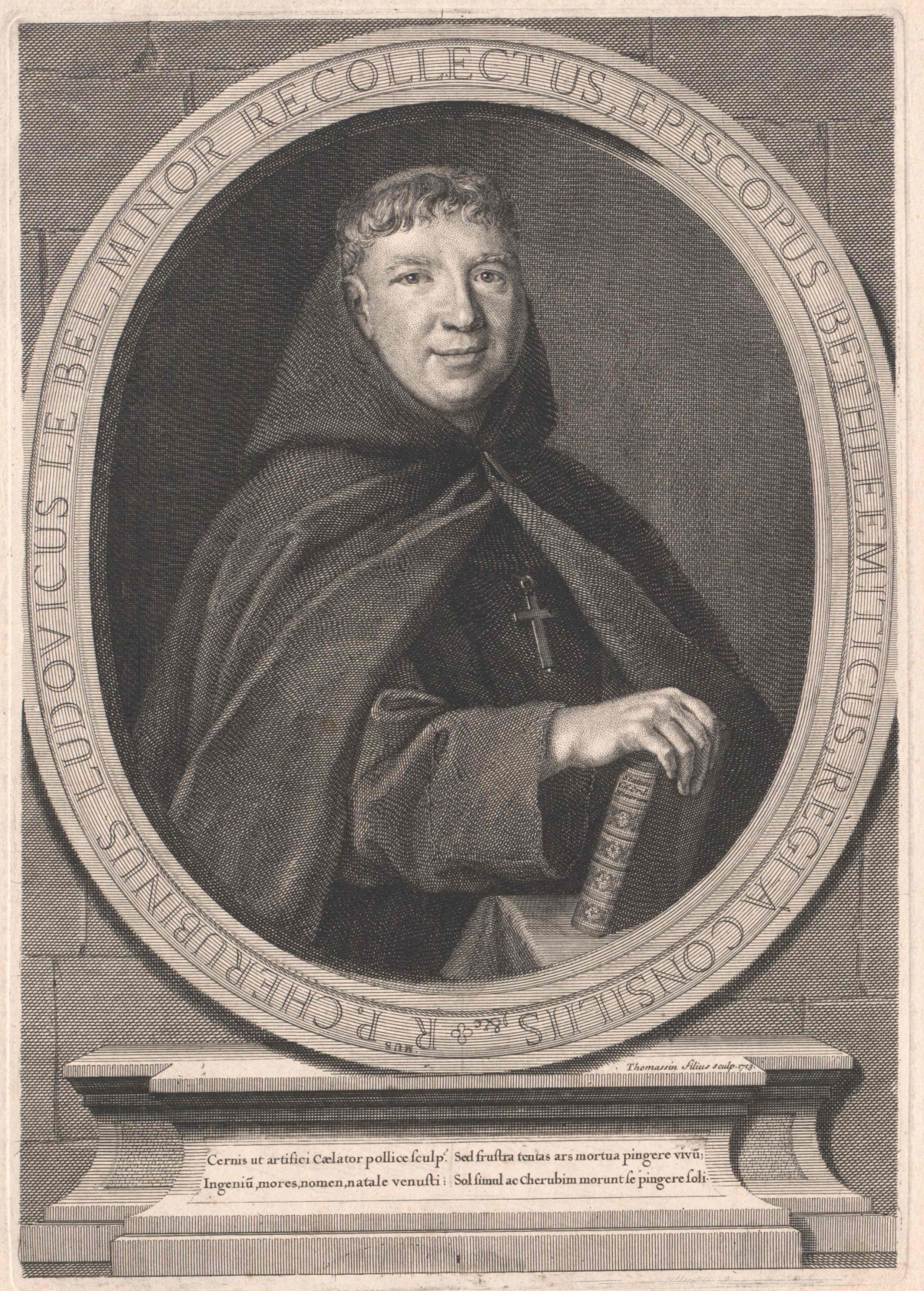
Louis le Bel, bisschop van Bethlehem (18e eeuw)